# أيرتون بينهيرو فيكتور
أيرتون بينهيرو فيكتور (6 مايو 1994 بساو باولو في البرازيل - ) هو لاعب كرة قدم برازيلي في مركز الوسط.

## وصلات خارجية
- أيرتون بينهيرو فيكتور على موقع قاعدة بيانات كرة القدم.إي يو (الإنجليزية)
- أيرتون بينهيرو فيكتور على موقع Soccerway.com (الإنجليزية)
- أيرتون بينهيرو فيكتور على موقع AS.com (الإسبانية)